# أوهو

أوهو هي شركة ألمانية مقرها مدينة بيول تقوم بتصنيع منتجات المادة اللاصقة.الشركة مملوكة لمجموعة بولتون الإيطالية منذ 1994.